# Палехска миниатюра
Палехска миниатюра (на руски: Палехская миниатюра) е руски народен занаят за изработка на предмети с миниатюрна живопис върху различни предмети. При тази технология се изработват различни предмети на бита и украшения като малки кутии, брошки, табакери и други от папиемаше, покриват се с лак и се изрисуват с темпера.

## История
Този занаят е развит в град Палех. Още през времето преди Петър I градът е известен със своите иконописци. Най-голям разцвет достига през XVIII и началота на XIX векове. Освен с живопис в Палех се занимават и с рисуване на фрески и реставрация в църкви и катедрали.
След революцията през 1917 г. художниците на Палех, принудени да търсят нови форми и поле за изява, създават свое сдружение, в което започват да работят рисуване върху дърво. Запознават се и с новия за тях материал папиемаше, който е основата за работата на миниатюрата от Федоскино. Майсторите от Палех усвояват новия материал като пренасят технологията на темперната живопис от старата руска икона и условната стилистика.

## Технология[1]
- Изработка на заготовки от папиемаше с използването на картон и лепило от брашно.
- Пресоване, сушене и пропиване с ленено масло.
- Механична обработка и изглаждане на повърхността.
- Грундиране и шпакловка с подходящи смеси.
- Покриване с черен лак и сушене.
- Нанасяне на няколко слоя (до седем) светъл лак и сушене на всеки слой минимум 9 часа.
- Изработка на изображението чрез използването на специални бои, в които се използва жълтък.
- Нанасяне на златното покритие. За да се получи необходимия блясък на златното покритие за полирането му се използва зъб от вълк, който е много гладък.
- Окончателно полиране на миниатюрата.

## Галерия
- Иван Голиков „Гадаене на венци“ (1920 г.)
- Иван Голиков – „Руска тройка и вълци“ – миниатюра върху табакера (1924)
- Третият интернационал, работа на Павел Голиков 1927 г.
- И. Голиков – „Битка“ 1930
- Сибирският поход на Ермак, Кутийка, 1935